# IC 240
IC 240 bezeichnet im New General Catalogue vier scheinbar dicht beieinander liegende Sterne im Sternbild Perseus am Nordsternhimmel. Der Katalogeintrag geht auf eine Beobachtung des französischen Astronomen Guillaume Bigourdan im Jahre 1890 zurück.